# Neoregelia rosea
Neoregelia rosea är en gräsväxtart som beskrevs av Lyman Bradford Smith. Neoregelia rosea ingår i släktet Neoregelia och familjen Bromeliaceae. Inga underarter finns listade i Catalogue of Life.